# Mekerstuk
Mekerstuk - Меккерстук (rus) - és un khútor del krai de Krasnodar, a Rússia. Es troba als vessants septentrionals del Caucas occidental, a la capçalera d'un dels tributaris del riu Guetxepsin, a 9 km al nord-oest de Krimsk i a 92 km a l'oest de Krasnodar, la capital.
Pertany al municipi de Moldavànskoie.